# Kloster Schönau (Odenwald)

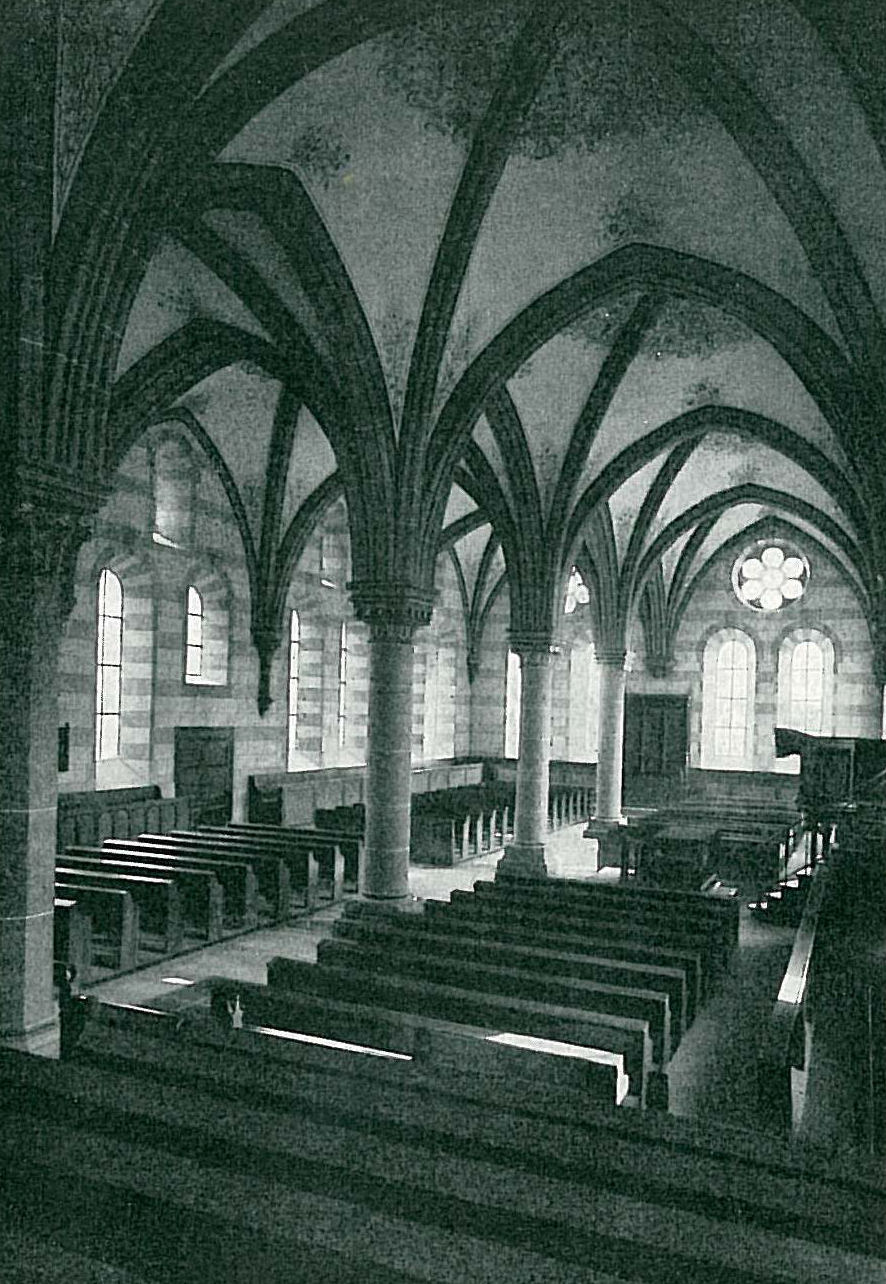
Inneres des Refektoriums (um 1900)

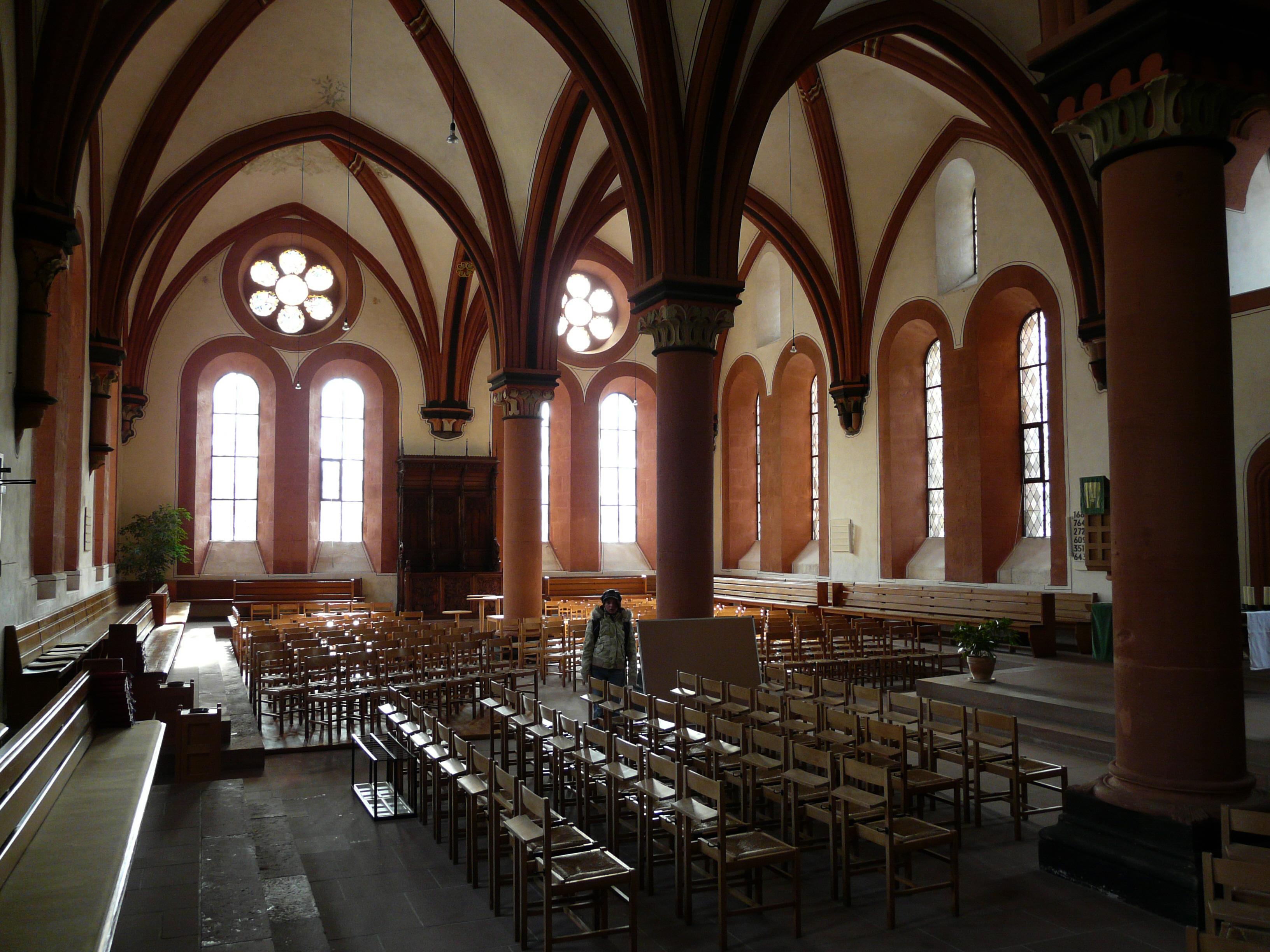
Inneres des Herrenrefektoriums (Februar 2009)

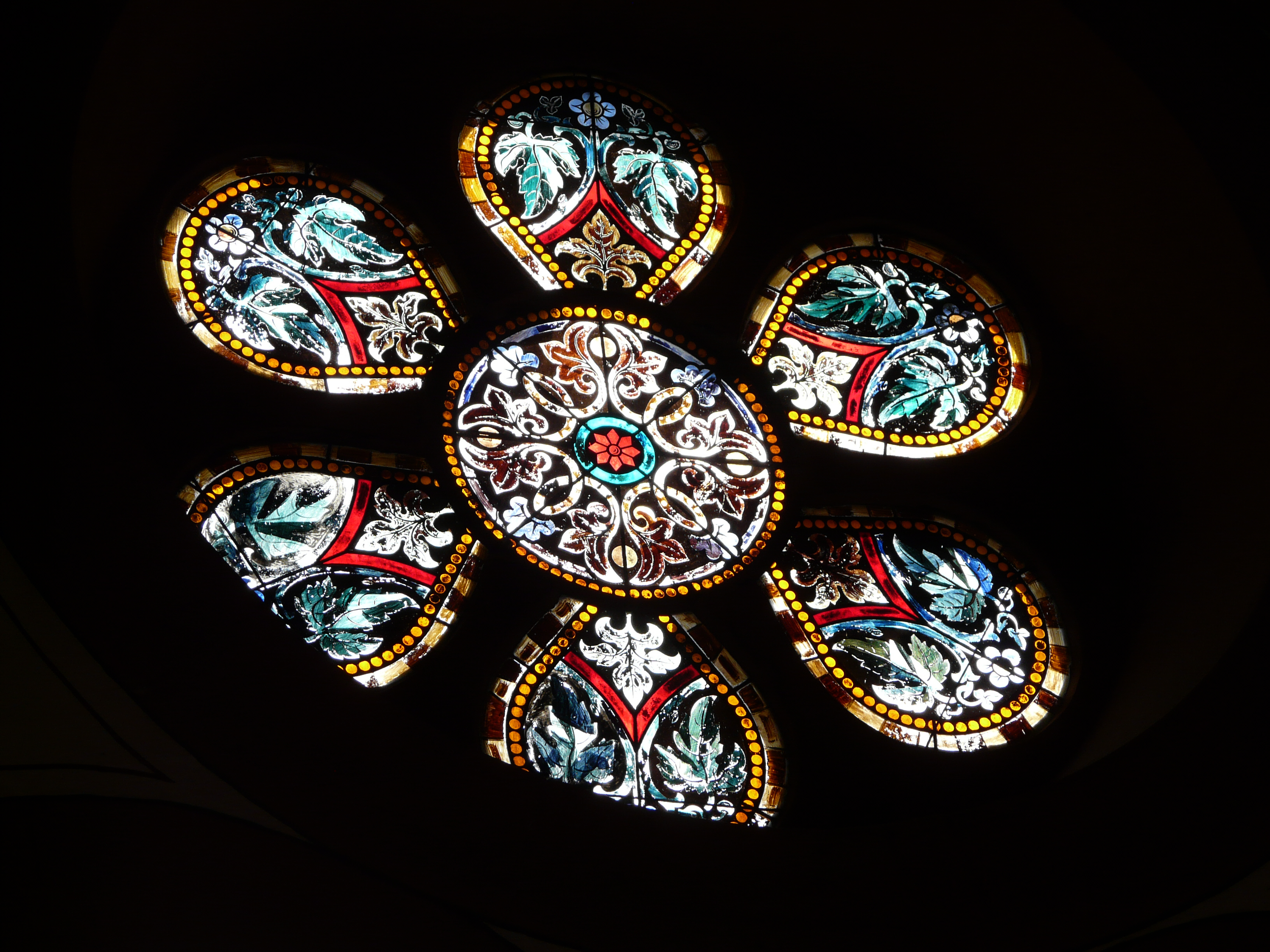
Glasfenster im Herrenrefektorium

Das Kloster Schönau in der Stadt Schönau im Odenwald war eine 1142 vom Kloster Eberbach aus gegründete Zisterzienserabtei und bestand bis zu seiner Aufhebung im Zuge der Reformation 1558. Es galt nach dem Kloster Maulbronn als bedeutendstes Kloster der Kurpfalz. Außer geringen Resten der mächtigen Klosterkirche haben sich von der großen Konventanlage nur die markante Klosterpforte und das sogenannte Herrenrefektorium erhalten, das heute als evangelische Kirche dient. Der Ort Schönau entwickelte sich durch die nachfolgende Besiedlung mit calvinistischen Flüchtlingen bis 1600 zur Stadt.

## Geschichte
Das Kloster Schönau wurde vom Bistum Worms bzw. dessen Kloster Eberbach im Jahr 1142 gegründet. Worms hatte den südlichen Odenwald bereits seit 1012 besessen, jedoch teilweise an verschiedene Adelige als Lehen gegeben. Unter Bischof Burchard II. (auch Buggo) kam die Gemarkung des Klosters 1142 wieder unmittelbar an Worms zurück und daraufhin erfolgte die Klostergründung. Die Zisterzienser erhielten von Buggo die breite Talsohle des Steinachtals und ein südlich angrenzendes Waldstück, das 1172 durch Bischof Konrad II. erheblich vergrößert wurde. Zunächst bestanden wohl provisorische Holzbauten, die um 1200 durch von einer Ringmauer umgebene massive Gebäude ersetzt wurden.
1169 befand sich das Kloster unter kaiserlicher Schutzherrschaft, an deren Stelle noch im 12. Jahrhundert die Schirmherrschaft der Pfalzgrafen bei Rhein trat, deren Hauskloster, beliebter Aufenthaltsort und Grablege das Kloster wurde. Pfalzgraf Konrad der Staufer, Halbbruder Kaiser Friedrichs I. Barbarossa, verlegte um 1182 seine Residenz von der Burg Stahleck am Mittelrhein nach Heidelberg, seinem Sitz als Klostervogt von Schönau, wodurch Heidelberg zur Residenz der Kurpfalz wurde. Die Pfalzgrafen halfen dem Kloster auch, eine wirtschaftliche Krise im 14. Jahrhundert zu überwinden.
Die Klosteranlage war nach dem üblichen Klosterschema der Zisterzienser gestaltet: die 84 Meter lange Kirche war nach Osten ausgerichtet, südlich daran schloss sich der rechteckige Kreuzgang an, dem westlich das Konversenhaus für weltliche Brüder beigestellt war. Der Südflügel des Kreuzgangs führte zum Speisesaal (heutige evang. Stadtkirche) mit angebauter Küche. Gegenüber dem Speisesaal befand sich eine Brunnenhalle. An den Ostflügel des Kreuzgangs schloss sich der Kapitelsaal mit darüberliegendem Schlafsaal der Mönche an, weiter östlich der Krankenbau. Ab 1275 entstand außerdem noch ein Spital.
Im 13. Jahrhundert lebten etwa 300 Mönche in Schönau und das Kloster galt neben dem Kloster Maulbronn als bedeutendstes Kloster der Pfalzgrafschaft. Von Schönau aus wurde bereits 1190 das Tochterkloster Bebenhausen gegründet. Der jeweilige Abt von Schönau hatte nach dessen Gründung 1386 die Aufsicht über das Studienkolleg St. Jakob in Heidelberg, das alle süddeutschen Zisterzienser-Studenten besuchten. Außerdem unterstanden das Kloster Ramsen, das Kloster Neuburg und das Kloster Lobenfeld zeitweilig dem Schönauer Abt.
Der Besitz des Klosters entstand überwiegend durch Schenkungen im 12. und 13. Jahrhundert und erstreckte sich von Hirschhorn westlich bis jenseits des Rheins und nördlich bis in den Raum Frankfurt am Main. Das Kloster hatte Stadthäuser in Heidelberg, Speyer, Worms und Frankfurt am Main. Der Frankfurter Außenbesitz wurde im 15. Jahrhundert aufgegeben, dafür konnte das Kloster 1480 die Propstei Wiesenbach erwerben.
Im Rahmen der Reformation wurde das Kloster 1558 durch Kurfürst Ottheinrich aufgehoben. Die bis heute bestehende Pflege Schönau übernahm die Verwaltung der Liegenschaften und die grundherrlichen Rechte. Die Pflege gab die Landwirtschaftsflächen an Hofbauern aus und siedelte im Jahr 1562 calvinistische Glaubensflüchtlinge aus Wallonien (damals: Spanische Niederlande) im Kloster an, wodurch sich der Ort Schönau bis 1600 zur Stadt entwickelte. Zwar soll den Siedlern 1562 ausdrücklich die Erhaltung der Klosteranlagen verordnet worden sein, jedoch fanden bis 1583 bereits zahlreiche Umbauten und Zerstörungen statt, so dass die Klosteranlage rasch im sich entwickelnden Stadtkern aufging und nur noch Fragmente erhalten sind.

## Urkundliche Belege
Die Geschichte der Zisterzienserabtei Schönau ist nur unzureichend erforscht. Das liegt vor allem daran, dass sich keine Chronik des Klosters erhalten hat und bis heute kein vollständiges Urkundenbuch existiert. Wer sich mit der Geschichte der Abtei befassen will, muss auf ein Urkundenbuch des 18. Jahrhunderts zurückgreifen (Gudenus), das den größten Teil der Urkunden von 1142 bis ca. 1300 enthält. Der Abt Johann Schwelm findet Erwähnung im digitalisierten Buch Rettung derer Freyheiten … des Klosters Schönau. Weitere Schönauer Urkunden wurden im 19. Jahrhundert in der „Zeitschrift für die Geschichte des Oberrheins“ abgedruckt. Die Urkunden des 14., 15. und 16. Jahrhunderts sind dagegen bis heute ungedruckt – trotz der räumlichen Nähe Schönaus zu Heidelberg und seiner berühmten Universität.
Grundlegende Forschungen zur Geschichte Schönaus stammen von Maximilian Huffschmid, Robert Edelmaier und Meinrad Schaab (s. Literatur). Vor allem die Monographie Schaabs aus den 1960er Jahren wird bis heute benutzt, obwohl das Buch natürlich etwas veraltet ist, Fehler enthält, wichtige Quellen nicht berücksichtigt und auch kein Register besitzt. Die Schönauer Inschriften wurden von Renate Neumüllers-Klauser zusammengetragen. Allerdings ist auch dieses Buch von 1970 längst überholt, da auf dem ehemaligen Klostergelände bis heute laufend neue Inschriften ausgegraben werden.
Insgesamt lagern in verschiedenen Landes- und Stadtarchiven, vor allem im Landesarchiv Speyer und im Generallandesarchiv Karlsruhe, über 1000 Schönauer Urkunden.
Die wichtigsten Ereignisse der frühen Geschichte Schönaus wurden im 16. Jahrhundert als mit lateinischen Versen unterlegte Zeichnungen festgehalten, die sich heute im Germanischen Nationalmuseum in Nürnberg befinden. Die Zeichnungen offenbaren eine hohe Kenntnis von den baulichen Gegebenheiten des Klosters. Möglicherweise handelt es sich bei den großformatigen (49 × 39 cm) Federzeichnungen um Entwürfe für Glasfenster.
Über viele Ereignisse der frühen Klostergeschichte informieren auch hagiographische Zeugnisse. Vor allem die Geschichte der hl. Hildegund von Schönau, einer jungen Frau, die im 12. Jahrhundert unerkannt als Novize Joseph im Kloster lebte, wurde von den Vitenschreibern und Dichtern des späten 12. und frühen 13. Jahrhunderts begeistert aufgegriffen. Insgesamt fünf Mal wurde dieser Stoff bearbeitet, u. a. auch von Caesarius von Heisterbach. Ein weiteres wichtiges Ereignis, die berühmte „Stiefelrevolte“ der Schönauer Laienbrüder, berichtet Konrad von Eberbach. Auch in der Biographie des seligen Eberhard von Kumbd spielt das Zisterzienserkloster im Odenwald eine wichtige Rolle: Eberhard, ein Diener des Pfalzgrafen Konrad von Staufen, versuchte drei Mal vergeblich, in das Kloster aufgenommen zu werden. Darüber hinaus wird Schönau des Öfteren im „Dialogus miraculorum“ des Caesarius erwähnt.
Erstmals taucht der Begriff „Stiefelrevolte“ bei Herbert Derwein auf, der die zehn Zeichnungen (Nürnberg, Germanisches Nationalmuseum, Kapsel 1532, Inventar-Nummern: Hz 195–204), die in der Zeit zwischen 1576 und 1600 als Kopien klosterzeitlicher Vorlagen entstanden, nach seinen eigenen Worten „zum ersten Male weiteren Kreisen bekannt“ machen wollte, um zugleich „eine Art Heimatbuch zu schaffen“. Konrad von Eberbach verwendet für die Handlungsweise der Konversen den Begriff „conspiratio“, für die das Ordensrecht schwere Strafen vorsah. Den Anlass der Verschwörung bildete nicht die Art von Schuhwerk, für die heute der Begriff Stiefel verwendet wird, sondern stiefelartig geformte und besonders warme Nachtschuhe.
Aus Schönau sind des Weiteren einige wenige Gelegenheitsdichtungen (vorwiegend Epitaphien) überliefert. Die Handschriften des Klosters befinden sich zum größten Teil seit dem 17. Jahrhundert in der Bibliotheca Apostolica Vaticana in Rom.

## Kulturhistorisches Museum Hühnerfautei

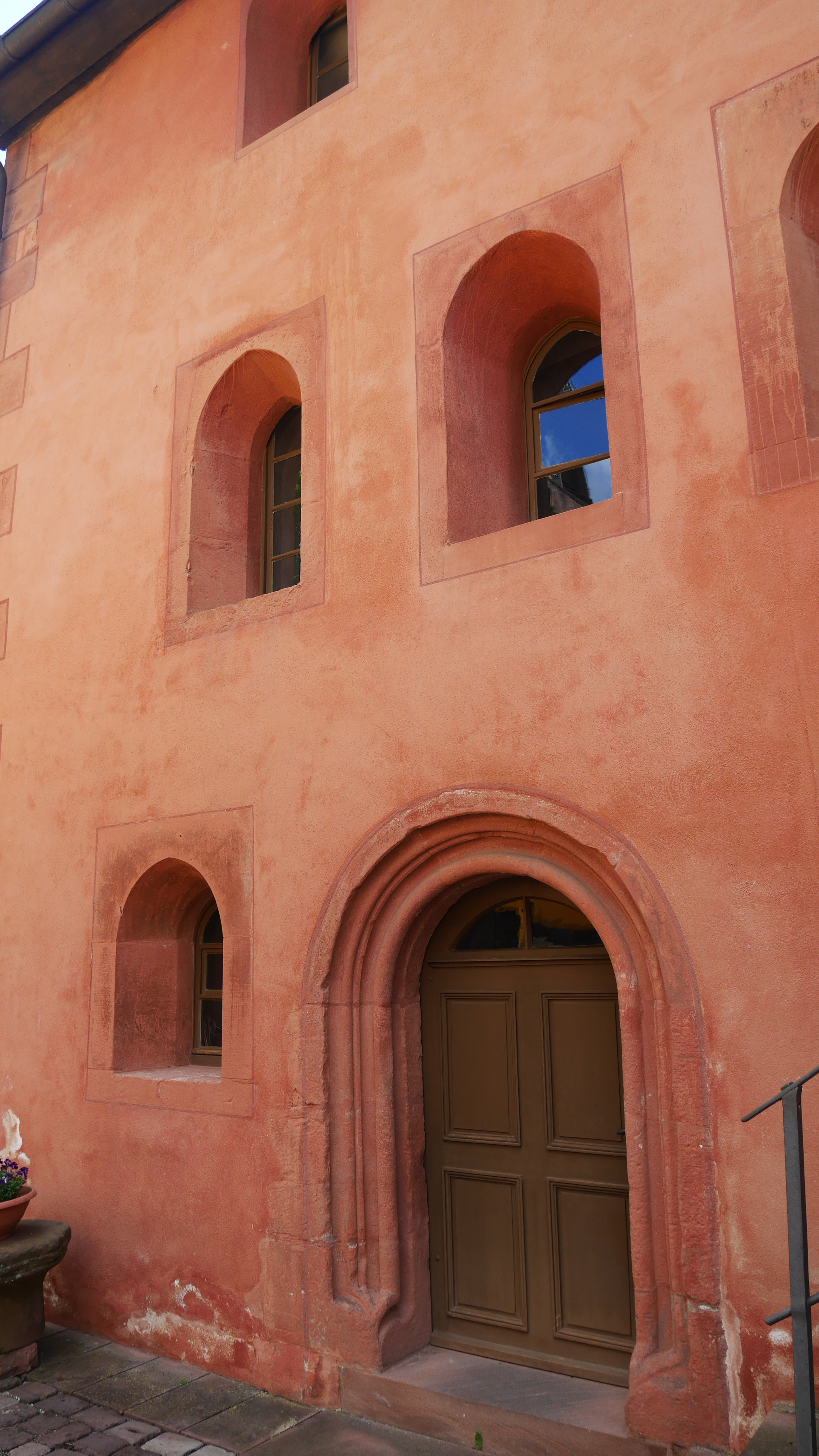
Hühnerfautei

Im Dezember 2008 wurde in Schönau feierlich das Kulturhistorische Museum Hühnerfautei eingeweiht, in dem anhand zahlreicher Fundstücke die Geschichte des Zisterzienserklosters dargestellt wird.

## Persönlichkeiten, die im Kloster Schönau gewirkt haben
- Abt Daniel, wird als Seliger verehrt (27. Juni)
- Hildegund von Neuß, gab sich als Mann aus (Novize Joseph) und starb während des Noviziatsjahrs 1188 in Schönau, wird als Heilige verehrt (20. April)
- Gottfried, als Abt von Schönau von 1182 bis 1191 nachweisbar, gestorben an einem 5. September, galt als Ordensheiliger[3]

## Persönlichkeiten, die im Kloster Schönau zu Grabe gelegt wurden
- Bischof Buggo (Burchard II.) von Worms († 1149)
- Dieter von Katzenelnbogen, Kanzler von Kaiser Heinrich VI. (HRR)
- Pfalzgraf Konrad der Staufer († 1195) und dessen gleichnamiger Sohn
- Pfalzgräfin Irmgard von Henneberg († 1197), Gemahlin Konrads des Staufers
- Pfalzgraf Heinrich (VI.) der Jüngere von Braunschweig († 1214)
- Konrad II. von Riesenberg († 1249), von 1221 bis 1246 Bischof von Hildesheim, († 18. Dezember 1249[4])
- Eberhard II. von Strahlenberg († 1293), Bischof von Worms
- Pfalzgraf Adolf († 1327)
- Kurfürst Ruprecht II. († 1398)
- Pfalzgräfin Beatrix von Sizilien-Aragon († 12. Oktober 1365), Ehefrau Ruprecht II. von der Pfalz und Tochter des Königs Peter II. von Sizilien.[5]
- bis 1503 die Schenken zu Erbach

## Sehenswürdigkeiten
Seit dem Jahr 2001 kann man einen durch Informationstafeln erläuterten historischen Rundgang durch Schönau unternehmen. Folgt man den nummerierten 28 Stationen erhält man durch die insgesamt 30 Informationstafeln einen Eindruck der ehemaligen Klosteranlage, die bald nach der Ankunft der calvinistischen Glaubensflüchtlinge aus Wallonien erhebliche Zerstörungen erfuhr.
- das Klostertor (um 1200)
- die Ruinen der Klosterkirche (um 1230): Zu sehen sind nur noch an einer Ausgrabungsstätte die halbrunden Nischen der Seitenkapellen im nördlichen Querschiff der Klosterkirche sowie die freigelegten Fundamente des Westportals der Klosterkirche.
- die „Hühnerfautei“ (um 1250)
- das zweischiffige ehemalige Herrenrefektorium
- das „Wallonenhaus“, die 1558 von den Wallonen aufgestockte ehemalige Klosterschmiede
- der „Marktplatzbrunnen“, Brunnenschale (großes Wasserbecken; Lavatorium) aus dem Brunnenhaus des Klosters
- die Abtwohnung, im Osten Richtung Greiner Tal, Zugang über Obere Gasse, später über 200 Jahre als Forsthaus genutzt (Evangelische Stiftung Pflege Schönau) mit Forstgarten und dem ehemaligen Fischteich der Zisterzienser. Der Forstgarten ist noch teilweise von Resten der ehemaligen Ringmauer umgeben.